# Lucy (phim 2014)
Lucy là một bộ phim Pháp nói tiếng Anh năm 2014 được đạo diễn, kịch bản và sản xuất bởi Luc Besson, với sự tham gia của Scarlett Johansson và Morgan Freeman. Phim được quay tại Đài Loan, Pháp (Paris), Mỹ (New York) và đã được công chiếu vào ngày 25 tháng 7 năm 2014.

## Nội dung
Cô gái người Mỹ 25 tuổi tên Lucy đang du học ở Đài Bắc, Đài Loan và bị gã bạn trai nhờ đi giao ma túy cho một ông trùm tội phạm Hàn Quốc tên Jang. Lucy phải giao một cái cặp được cho là đang chứa giấy tờ, nhưng thật ra bên trong là bốn gói CPH4 - một loại ma túy tổng hợp. Sau khi gã bạn trai bị bắn chết, Lucy bị bọn tội phạm bắt giữ và chúng để một gói ma túy vào bụng cô nhằm mục đích vận chuyển qua châu Âu. Lucy sau đó bị một tên côn đồ đá vào bụng khiến gói ma túy bị vỡ và một lượng ma túy thấm vào máu cô. Đột nhiên Lucy có được những siêu năng lực, trí tuệ phi thường, cô không còn cảm thấy đau, đồng thời tàn nhẫn hơn và lạnh lùng hơn. Cô dễ dàng giết chết những tên côn đồ và bỏ trốn.
Lucy đến bệnh viện nhờ bác sĩ lấy gói ma túy ra khỏi bụng cô. Bác sĩ nói rằng chất CPH4 tự nhiên được sản sinh trong tuần thứ sáu mang thai của người phụ nữ, nó có khả năng tạo ra cả một hệ thống xương cho đứa trẻ. Lucy quay lại khách sạn của Jang, giết chết những tên thuộc hạ, đâm thủng hai bàn tay Jang rồi kiểm tra ký ức của hắn để biết địa điểm của ba người vận chuyển ma túy còn lại.
Lucy liên lạc với Giáo sư Samuel Norman, người đã dành 20 năm nghiên cứu về não bộ, vì cô tin rằng ông có thể giúp cô. Sau khi chứng minh siêu năng lực của mình cho Norman thấy, Lucy lên máy bay đến Paris và liên hệ đội trưởng cảnh sát Pierre Del Rio để nhờ anh ta tìm ba người vận chuyển ma túy còn lại. Trên chuyến bay, Lucy uống một ngụm rượu sâm panh khiến cơ thể cô bắt đầu tan chảy. Để thoát khỏi tình huống này, Lucy đành phải uống thêm nhiều ma túy. Với sự giúp đỡ của Del Rio, Lucy đã tìm được số ma túy của ba người còn lại. Lucy gặp Norman và các đồng nghiệp của ông tại một phòng thí nghiệm, cô chia sẻ tất cả mọi thứ mình biết, trong đó có nhiều thông tin liên quan đến cuộc sống, tự nhiên và nhân loại.
Nghe theo lời Lucy, Norman và các đồng nghiệp của ông cho hòa tan toàn bộ số ma túy vào trong nước rồi tiêm nó vào người cô. Trí tuệ cô bắt đầu mở rộng ra đến nỗi bao trùm cả hành tinh. Lucy thấy hình ảnh thời kỳ sơ khai của Trái Đất, thời kỳ khủng long, tổ tiên của loài người cho đến khi xảy ra Vụ Nổ Lớn. Cơ thể Lucy biến thành thứ vật thể màu đen, từ từ bao trùm dàn máy vi tính trong phòng thí nghiệm, cô đã trở thành một loại siêu máy tính. Trước khi tan chảy, thứ vật thể màu đen đã tạo ra một ổ USB flash trao cho Norman. Jang dẫn bọn thuộc hạ truy sát Lucy để trả thù, chúng tấn công vào tòa nhà và đối đầu với lực lượng cảnh sát. Bọn thuộc hạ lần lượt bị đội cảnh sát tiêu diệt, đến khi chỉ còn lại một mình Jang. Jang xông vào phòng thí nghiệm để giết Lucy, nhưng cô không còn ở đó nữa. Sau đó Del Rio bắn chết Jang. Khi Del Rio hỏi Lucy ở đâu, lập tức điện thoại di động của anh vang lên và anh thấy tin nhắn của Lucy nói rằng: "Tôi ở khắp nơi".

## Diễn viên
- Scarlett Johansson vai Lucy
- Morgan Freeman vai Giáo sư Samuel Norman
- Amr Waked vai Pierre Del Rio[8]
- Choi Min-sik vai Ông Jang[9][10]
- Julian Rhind-Tutt vai Tên tội phạm người Anh
- Analeigh Tipton vai Caroline
- Pilou Asbæk vai Richard

## Doanh thu
Lucy đạt doanh thu 126,7 triệu USD tại Bắc Mỹ và 336,7 triệu USD tại các thị trường khác, tổng cộng doanh thu toàn cầu đạt 463,4 triệu USD, so với kinh phí chỉ 40 triệu USD.